# Mirepeix
Mirepeix is een gemeente in het Franse departement Pyrénées-Atlantiques (regio Nouvelle-Aquitaine). De plaats maakt deel uit van het arrondissement Pau. Mirepeix telde op 1 januari 2022 1.254 inwoners.

## Geografie
De oppervlakte van Mirepeix bedroeg op 1 januari 2022 3,29 vierkante kilometer; de bevolkingsdichtheid was toen 381,2 inwoners per km².

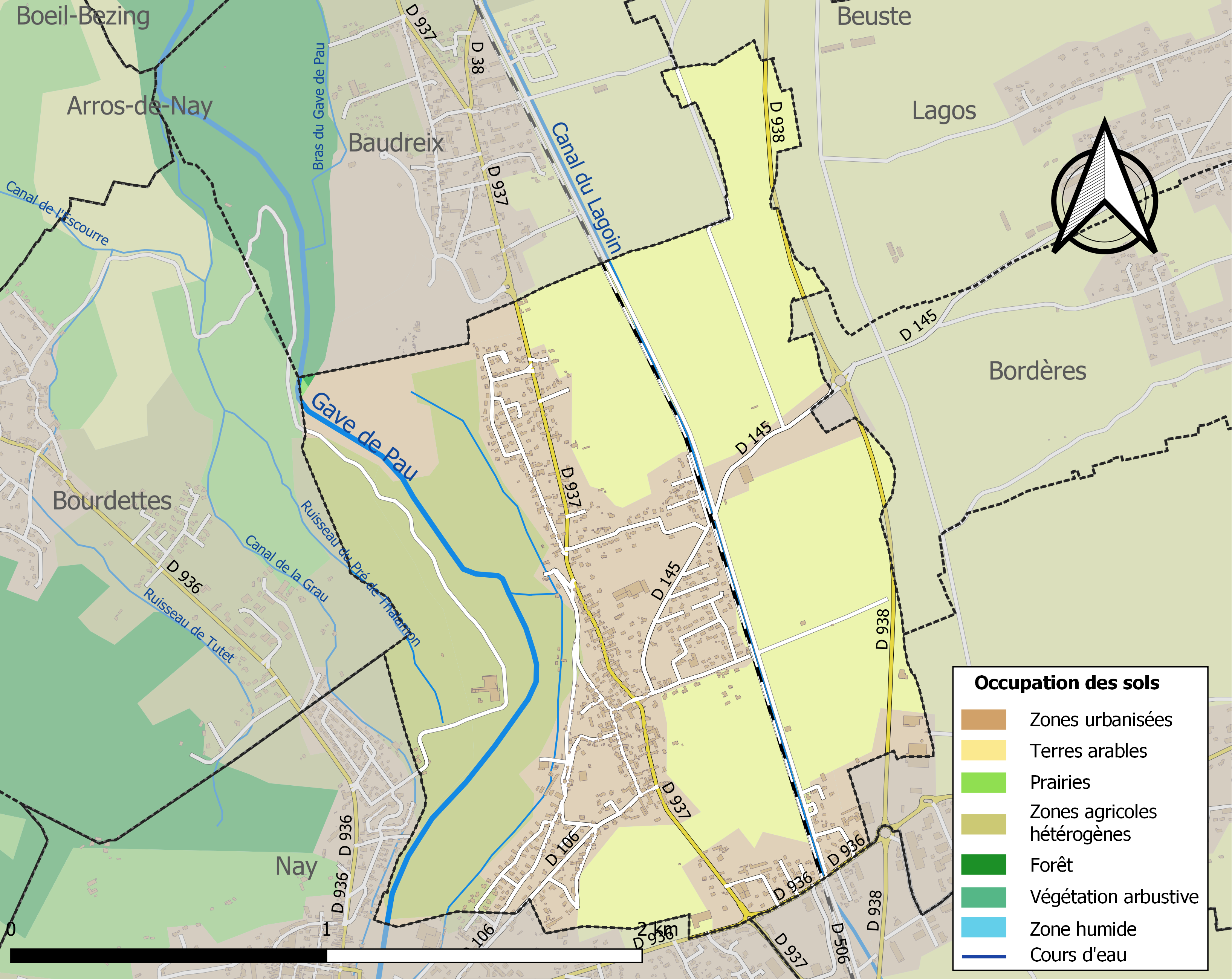
Kaart van de gemeente met belangrijkste infrastructuur, bodemgebruik en omliggende gemeenten

## Demografie
De figuur toont het verloop van het inwonertal (bron: INSEE-tellingen).